# Panthera pardus japonensis
El leopardo chino del Norte (Panthera pardus japonensis) es una subespecie de leopardo autóctona del noreste de China. Este leopardo es tan raro que casi nunca es visto en la naturaleza. El animal hace su hogar en los bosques y la pradera de las montañas. En peligro de extinción, caza ciervos, jabalíes y roedores.

## Características
El leopardo chino del Norte es un leopardo de tamaño medio. El diseño de las manchas recuerda a un jaguar. Tiene el pelaje más largo que muchas otras subespecies de leopardo y es el pelaje más oscuro de todas.

## Reproducción
Los leopardos chinos del Norte generalmente se reúnen en enero y febrero. Su ciclo estral dura aproximadamente 46 días, y la hembra se mantiene en celo por 6-7 días.
Los cachorros nacen en camadas de 2-3, pero la mortalidad infantil es alta en esta especie, y las madres no son vistas con más de 1-2 cachorros. La hembras preñadas encuentran una cueva, una grieta entre las piedras, un árbol hueco o un matorral para dar a luz y hacer una guarida. Los cachorros abren los ojos después de 10 días. El pelo de los pequeños tiende a ser más largo y grueso que el de los adultos. Su pelaje también es más gris y con manchas menos definidas.
A los tres meses los pequeños leopardos comienzan a seguir a sus madres en la cacería. Es posible que al año un joven leopardo pueda las arreglárselas solo, pero permanecen con su madre por 18-24 meses.

## En cautiverio
Nadie sabe con seguridad cuantos leopardos hay en estado salvaje, lo que hace muy difícil el hecho de conservarlos. Hay solamente alrededor de 100 leopardos en cautiverio, y se está haciendo necesario que lleguen nuevas líneas de sangre para poder continuar una población saludable de estos felinos. Debido a que no ha sido realizado un censo recientemente, el número de ejemplares salvajes es desconocido, y al parecer, no son una especie "suficientemente" amenazada como para tomar acciones que preserven el linaje cautivo. En el último censo, de hace más de cinco años, se concluyó que hay alrededor de 2500 leopardos chinos del Norte en la vida salvaje.
Este leopardo fue un animal clave en el programa de crianza del Exotic Feline Breeding Compund (EFBC). El EFBC es todavía uno de los mejores lugares en el mundo para ver este raro y hermoso felino. Tienen actualmente 9 leopardos chinos del Norte, el más joven nació en mayo de 2007 y los más viejos en enero del año 1990.